# Битка за Севастопољ (филм)
Битка за Севастопољ (рус. Битва за Севастополь; укр. Незламна) психолошка је ратна драма из 2015. године, рађена у руско-украјинској копродукцији. Филм прати животну причу совјетске хероине Људмиле Павличенко у периоду 1937—1957. година, са посебним освртом на њене херојске акције током нацистичких опсада Одесе и Севастопоља у Другом светском рату, те њено познанство са тадашњом првом дамом Сједињених Држава Елеонор Рузвелт. Битка за Севастопољ је уједно и тужна и романтична љубавна прича посвећена свим женама учесницама ратова.
Филм је сниман од 2012. до јуна 2014, а премијерно је приказан у Украјини и Русији 2. априла 2015. године на 70-у годишњицу победе над фашизмом. Међународну премијеру филм је доживео две недеље касније на Филмском фестивалу у Пекингу, а исте године приказан је и на Филмском фестивалу у Кану.
Режију за филм потписује Сергеј Мокрицки, а главне улоге тумаче руски глумци Јулија Пересиљд и Јевгениј Циганов. Саундтрек филма урађен је по тексту и композицијама Виктора Цоја, а насловну нумеру Кукушка изводи руска певачица Полина Гагарина.
Један од сценариста филма "Битка за Севастопољ" Леонид Корин је херојски погинуо приликом Штурма Бахмута.
Корин се добровољно пријавио за специјалну операцију у јануару. Сценарист је служио у узводу разведке оркестра као помоћник наводника ПКМ-а.
Убијен је 29.марта 2023. године током напада на штале у Бахмуту. Штурмна група је избацила непријатеља са заузетих позиција, али је била под артиљеријском ватром. Корин је био рањен оскоцима, што није било у складу са његовим животом.
Корин је награђен унутрашњим наградама Вагнерове Роте: златним крстом, медаљом За храброст, орденом крви и храбрости за заслуге у борби. Постхумно је одликован Орденом храбрости.

## Синопсис
Студенткињу Кијевског државног факултета Људмилу Павличенко (глуми је Јулија Пересиљд) рат затиче током стажирања у Одеси. Млада девојка се добровољно пријављује у војску, одлази на обуку за снајперисту и придружује се 25. снајперској јединици Црвене армије. Ратни пут је води преко ратишта Молдавије и Одесе до Севастопоља, града на југу Крима. Пре него што је тешко рањена приликом опсаде Севастопоља, Људмила је успела да својим снајпером убије 309 фашистичких војника.
Након рањавања, млада девојка која је постала симбол отпора фашистима, одлази у Сједињене Државе где се упознаје са тадашњом првом дамом Елеонор Рузвелт (тумачи је енглеска глумица Џоан Блекхем). Поред бруталних ратних сцена, филм прати и психолошка страдања главних ликова, посебно жена бораца у суровом и сировом ратном окружењу. Љубавна веза Павличенкове са капетаном Леонидом Киценком (кога глуми Јевгениј Циганов) романсирани је додатак њеној биографији.

## Улоге
| \| Глумац \| Улога \| \| ---------------- \| --------------------------------------- \| \| Јулија Пересиљд \| Људмила Павличенко \| \| Јевгениј Циганов \| капетан снајперског пука Леонид Киценко \| \| Џоан Блекхем \| Елеонор Рузвелт \| \| Олег Васиљков \| капетан Макаров \| \| Никита Тарасов \| доктор Борис Чопак \| \| Полина Пахомова \| Маша, медицинска сестра \| \| Владимир Лилицки \| Гриша, пилот \| \| Анатолиј Кот \| Николај, пилот \| \| Валериј Гришко \| генерал-мајор Иван Јефимович Петров \| 1. Битка за Севастопољ на веб-сајту (језик: енглески) |                                         |
| Глумац | Улога                                   |
| Јулија Пересиљд | Људмила Павличенко                      |
| Јевгениј Циганов | капетан снајперског пука Леонид Киценко |
| Џоан Блекхем | Елеонор Рузвелт                         |
| Олег Васиљков | капетан Макаров                         |
| Никита Тарасов | доктор Борис Чопак                      |
| Полина Пахомова | Маша, медицинска сестра                 |
| Владимир Лилицки | Гриша, пилот                            |
| Анатолиј Кот | Николај, пилот                          |
| Валериј Гришко | генерал-мајор Иван Јефимович Петров     |